# Gli amori d'Apollo e di Dafne
Gli amori d'Apollo e di Dafne è un'opera del compositore italiano Francesco Cavalli. Fu la seconda opera lirica di Cavalli e fu rappresentata per la prima volta al Teatro San Cassiano di Venezia durante la stagione del carnevale del 1640. Il libretto è di Giovanni Francesco Busenello ed è basato sulla storia dell'amore del dio Apollo per la ninfa Dafne raccontata ne Le metamorfosi di Ovidio.

## Ruolo
| Ruolo                   | Registro vocale            | Cast della prima, 1640 (Direttore: - ) |
| ----------------------- | -------------------------- | -------------------------------------- |
| Apollo                  | haute-contre               |                                        |
| Dafne                   | mezzosoprano               |                                        |
| Aurora                  | soprano                    |                                        |
| Cefalo                  | tenore                     |                                        |
| Amore                   | soprano                    |                                        |
| Filena                  | soprano                    |                                        |
| Alfesibeo               | baritono                   |                                        |
| Sonno                   | baritono                   |                                        |
| Cirilla                 | haute-contre               |                                        |
| Venere                  | mezzosoprano               |                                        |
| Giove                   | basso                      |                                        |
| Pan                     | tenore                     |                                        |
| Morfeo                  | tenore                     |                                        |
| Procri                  | soprano                    |                                        |
| Itaton                  | soprano                    |                                        |
| Titonio                 | tenore                     |                                        |
| Peneo                   | basso                      |                                        |
| Panto                   | basso                      |                                        |
| Tre muse                | mezzosoprano e due soprani |                                        |
| Coro di Ninfe e Pastori |                            |                                        |

## Incisioni
- Gli Amori d'Apollo e di Dafne Orquestra Joven de la Sinfónica de Galicia, Alberto Zedda, Naxos, 2006.
- Gli amori d'Apollo e di Dafne Ensemble Elyma, Gabriel Garrido, K617 2009